# Clemens I
Clemens I av Rom (Clemens Romanus; Clemens latin den milde), var påve från cirka 91 till cirka 101. Han räknas som en av de så kallade apostoliska fäderna och vördas som martyr och helgon. Enligt Vatikanens officiella Annuario Pontificio var Clemens påve från 92 till 99. 23 november är hans minnesdag.

## Biografi
Tertullianus skriver omkring år 199 att kyrkan i Rom sade att Clemens blivit prästvigd av Petrus, och att Hieronymus under sin samtid ansågs Clemens som en direkt efterträdare till apostlarna. Hieronymus räknade Clemens som den fjärde påven, men Catalogus Liberianus och Liber Pontificalis räknar honom som den tredje; Hieronymus uppgifter är numera vedertagna. Vad som skiljer påvelängderna åt är frågan om han var före eller efter Anacletus I. 
Clemens ansågs av Origenes, Eusebios, Hieronymus och Epifanius vara den Clemens som nämns av Paulus i Filipperbrevet 4:3: "Ja, dig också, som är en verklig vän, ber jag: hjälp dem, ty de har kämpat för evangeliet tillsammans med mig, liksom Clemens och mina andra medarbetare som har sina namn i livets bok". Under 1800-talet identifierades han istället med T. Flavius Clemens, konsul i Rom år 95 som led martyrdöden under sin kusin kejsar Domitianus.
Det historiskt sannolika är att det i Rom efter Paulus och Petrus död bland de ledande presbytererna fanns en man vid namn Clemens, som i den romerska församlingens namn skrev det omfångsrika brev till församlingen i Korinth som nu går under namnet Första Clemensbrevet. Det har särskild betydelse därför att det bestämt kan dateras till den domitianska förföljelsen år 95–96, och ger värdefull upplysning om förhållandena och åskådningen inom kristendomen vid första århundradets slut. Brevskrivaren äger en stor bevandring i Gamla Testamentet, vilket har lett till att några antagit att han var jude. Clemens har traditionellt också setts som författare till Andra Clemensbrevet, varav dess namn.
De apokryfiska grekiska legenderna om Clemens gärningar har givits ut av bland andra Migne och har därför fått stor spridning. Dessa legender saknar emellertid historiskt värde. Den äldsta historiska källan som nämner Clemens som martyr är Rufinus av Aquileja omkring år 400. Zosimus nämner i ett brev år 417 San Clemente och skriver att Clemens lärt evangeliet av Petrus. Flera källor från 400-talet betecknar honom som martyr, men det skulle kunna bero på en förväxling med konsuln Clemens. Att det saknas någon tradition om en grav i Rom, skulle kunna vara ett belägg för att uppgiften om martyrskap stämmer, eftersom han i så fall borde ha avlidit under en förvisning från Rom. En legend, som Gregorius av Tours kände till på 500-talet, beskriver hur han under Trajanus blev förvisad till Thrakiska Chersonesos och, sedan han omvänt många till kristendomen, med ett ankare om halsen kastats i havet.